# AgInSbTe
AgInSbTe (銀=インジウム=アンチモン=テルル) は、カルコゲン化物ガラスのグループに属する相変化材料で、書き換え可能な光ディスク (書き換え可能なCDなど) や相変化メモリ アプリケーションで使用される。 銀、インジウム、アンチモン、テルルの四元化合物。
書き込み中、材料は最初に消去され、低強度のレーザーを長く照射して結晶状態に初期化される。材料は結晶化温度まで加熱されるが、融点までは加熱されず、準安定な面心立方構造で結晶化する。次に、結晶相のスポットを短い (10ナノ秒未満) 高強度のレーザー・パルスで加熱することによって、情報が結晶相に書き込まれ; 材料は局所的に溶解し、急速に冷却され、アモルファス相のままになる。アモルファス相は結晶相よりも反射率が低いため、ビットストリームは結晶相を背景に「暗い」アモルファス・スポットとして記録され得る。線速度が低い場合、結晶相材料のクラスターがアモルファス相スポット内に存在する可能性がある。もう1つの同様の材料はGeSbTeで、線密度は低くなるが、上書きサイクルが1～2桁高くなる。これはピット=アンド=グルーブ記録形式で使用され、多くの場合書き換え可能なDVDで使用される。

## リファレンス
1. ↑  Yem-Yeu Chang; Lih-Hsin Chou (10 May 2005). “Laser-Induced Crystallization in AgInSbTe Phase-Change Optical Disk”. Japanese Journal of Applied Physics 44 (5A):  3042–3048. Bibcode: 2005JaJAP..44.3042C. doi:10.1143/jjap.44.3042.  オリジナルの27 September 2007時点におけるアーカイブ。.